# Ben Shenkman
Ben Shenkman, właśc. Benjamin Shenkman (ur. 26 września 1968 w Nowym Jorku) – amerykański aktor teatralny, telewizyjny i filmowy.

## Życiorys
Urodził się w rodzinie żydowskiej jako syn Katherine, która była asystentką firmy prawniczej, i Sheparda A. Sheinkmana, który pracował jako konsultant firmy. Studiował na Uniwersytecie Browna, a następnie w 1993 ukończył studia na Uniwersytecie Nowojorskim na wydziale sztuk pięknych z tytułem magistra. Jeszcze w czasie studiów wystąpił w roli prawnika Roya Cohna w spektaklu Anioły w Ameryce. W serialu HBO Anioły w Ameryce postać tę odtwarzał Al Pacino.
Karierę ekranową rozpoczął w serialu NBC Prawo i porządek (Law & Order, 1993, 1999, 2002, 2004–2005) i serialu Fox Ulice Nowego Jorku (New York Undercover, 1996). Na kinowym ekranie debiutował w dramacie Roberta Redforda Quiz Show (1994) u boku Johna Turturro, Ralpha Fiennesa i Roba Morrow. W 1998 trafił na Broadway jako Philip Welch w spektaklu The Deep Blue Sea w Roundabout Theatre.
Wystąpił w epizodach m.in. w filmach: Egzekutor (Eraser, 1996) u boku Arnolda Schwarzeneggera, Vanessy Williams i Jamesa Caana, thrillerze sci-fi Darrena Aronofsky Pi (1998) i Requiem dla snu (Requiem for a Dream, 2000) z Ellen Burstyn, Jaredem Leto i Jennifer Connelly. Pierwszą główną rolę zagrał w komedii romantycznej 30 dni do ślubu (30 days, 1999).
W 2001 za rolę Harolda ‘Hala’ Dobbsa w broadwayowskim przedstawieniu Dowód (Proof) był nominowany do nagrody Tony. Za rolę Louisa Ironsona w telewizyjnej adaptacji sztuki Tony Kushnera Anioły w Ameryce (Angels in America, 2003) zdobył nominację do nagrody Złotego Globu i Emmy.
W dniu 17 września 2005 ożenił się z Lauren Greilsheimer.

## Filmografia

### Filmy fabularne
- 1994: Quiz Show jako Childress
- 1996: Egzekutor (Eraser) jako dziennikarz
- 1998: Stan oblężenia (The Siege) jako Howard Kaplan
- 1998: Złodziejski trick (Thick as Thieves) jako weterynarz
- 1998: Pi jako Lenny Meyer
- 1999: Syn Jezusa (Jesus’ Son) jako Tom
- 1999: 30 dni do ślubu (30 Days) jako Jordan Trainer
- 2000: Requiem dla snu (Requiem for a Dream) jako dr Spencer
- 2000: Czekając na sen (Chasing Sleep) jako oficer Stewart
- 2000: Tajemniczy Joe (Joe Gould’s Secret) jako David
- 2002: Lawirant (Roger Dodger) jako Donovan
- 2002: Własne tempo – trzy portrety (Personal Velocity: Three Portraits) jako Max
- 2002: Ludzie, których znam (People I Know) jako Głos w radiu
- 2005: Facet z ogłoszenia (Must Love Dogs) jako Charlie
- 2005: Jak w niebie (Just Like Heaven) jako Brett Rushton
- 2007: Śniadanie ze Scotem (Breakfast with Scot) jako Sam
- 2007: Kiedyś mnie znajdziesz (Then She Found Me) jako Freddy
- 2009: Człowiek sukcesu (Solitary Man) jako Peter Hartofilias
- 2010: Blue Valentine jako Sam Feinberg
- 2011: Agent ubezpieczeniowy (The Key Man) jako Martin
- 2013: Breathe In jako Sheldon
- 2013: Wstrząs (Concussion) jako Graham Bennet
- 2020: Proces Siódemki z Chicago (The Trial of the Chicago 7) jako Leonard Weinglass

### Seriale TV
- 1993: Prawo i porządek (Law & Order) jako Nick Margolis
- 1996: Ulice Nowego Jorku (New York Undercover) jako Gabe Green
- 1999: Prawo i porządek (Law & Order) jako Nick Margolis
- 2000: Prawo i bezprawie (Law & Order: Special Victims Unit) jako Max Knaack
- 2001: Nie ma sprawy (Ed) jako Frank Carr
- 2002: Prawo i porządek (Law & Order) jako Nick Margolis
- 2003: Anioły w Ameryce (Angels in America) jako Louis Ironson/Anioł Europy
- 2003: Nie ma sprawy (Ed) jako Andy Bednarik
- 2004–2005: Prawo i porządek (Law & Order) jako Nick Margolis
- 2005: Stella jako Carl